# Liste von Wüstungen
Die Liste von Wüstungen ist geografisch gegliedert:
- Deutschland:
  - Baden-Württemberg
    - Liste der Wüstungen im Main-Tauber-Kreis

  - Bayern
    - Liste der Wüstungen im Landkreis Kitzingen

  - Hessen
    - Liste der Wüstungen in Frankfurt am Main
    - Liste der Wüstungen im Hochtaunuskreis
    - Liste der Wüstungen im Main-Taunus-Kreis

  - Niedersachsen
    - Liste der Wüstungen in Braunschweig
    - Liste der Wüstungen im ehemaligen Landkreis Duderstadt

  - Nordrhein-Westfalen
    - Liste von Wüstungen bei Brilon
    - Liste der Wüstungen im Raum Schmallenberg

  - Sachsen
    - Liste der Wüstungen in Dresden

  - Thüringen
    - Liste der Wüstungen im Landkreis Eichsfeld
    - Liste der Wüstungen im Landkreis Nordhausen
    - Liste der Wüstungen im Eichsfelder Teil des Unstrut-Hainich-Kreises

- Österreich
  - Liste der Wüstungen in Wien

- Tschechien
  - Liste der Wüstungen im Okres Domažlice
  - Liste der Wüstungen im Okres Klatovy
  - Liste der Wüstungen im Okres Plzeň-sever
  - Liste der Wüstungen im Okres Tachov